# 이키군
이키군(壱岐郡)은 나가사키현 이키국에 위치했던 군이다.
헤이세이 대합병 직전 4정이 존재했었다.
- 가쓰모토정(勝本町)
- 고노우라정(郷ノ浦町)
- 아시베정(芦辺町)
- 이시다정(石田町)

### 역사
율령제 하에서는 이키국에 속했다.
- 1889년 4월 1일 - 정촌제 시행에 의해 5촌이 합병해 신설되었다.
- 2004년 3월 1일 - 이키군 고노우라정, 가쓰모토정, 아시베정, 이시다정이 모두 합병한 후 이키시가 발족되었다. 나가사키 현내에서는 1896년의 군의 재편 이래 고노우라정, 가쓰모토정, 아시베정, 이시다정이 전부 합병되어 군자체가 소멸하였다.